# Naissance en 903
Naissance
- 899
- 900
- 901
- 902
- 903
- 904
- 905
- 906
- 907

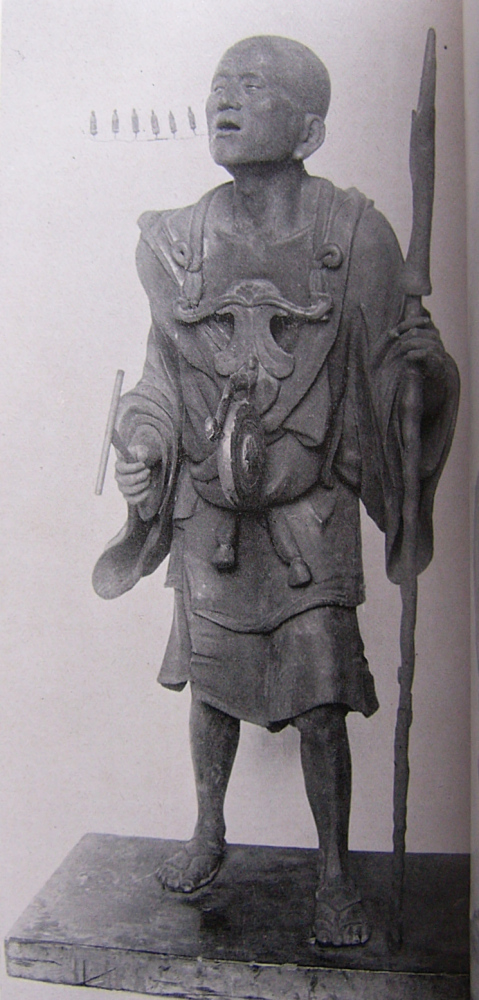
Statue de Kūya, né en 903.

Cette page dresse une liste de personnalités nées au cours de  l'année 903 :
- 7 décembre : Abd Al-Rahman Al Soufi, astronome persan.

- Li Gu (en), ministre des Tang postérieurs, Jin postérieurs, Han postérieurs et Zhou postérieurs.
- Kūya, prêtre japonais itinérant et, avec Genshin et Jakushin, un des premiers propagandistes de la pratique du nembutsu.
- Feng Yanji (en), poète et politicien du royaume de Tang du Sud.

## Crédit d'auteurs
- Cet article est partiellement ou en totalité issu de l'article intitulé « 903 » (voir la liste des auteurs).